# せんせいのお人形
せんせいのお人形(せんせいのおにんぎょう)は、藤のようによる日本の漫画。Web漫画サービスcomicoにて、2016年8月19日から2019年8月30日まで連載された。連載期間中に書籍化され、全8巻(4-8巻は電子書籍のみ)。

## 概要
名門女子高教師である吉成昭明は、身寄りのない女子高生・スミカを引き取ることになる。昭明は彼女に宣言する─「俺は教育するよ 君を」。育児放棄されていた少女が彼の愛情のもとで成長する姿を描く。

## 登場人物
吉成スミカ(よしなり すみか)
本作の主人公。物語開始時点で16歳の女子高校生。身長152cm。生まれつき色素の薄い特徴的な髪色をしている。幼い頃から親族間をたらい回しにされ、倉庫などの劣悪な寝場所と食費しか与えられないという生活を送ってきた。高校一年の夏、新しく移る予定だった家の主人が急病に倒れ、親族間での押し付け合いの末に一人暮らしだからという理由で昭明の家に引き取られる。身だしなみや毎日の入浴といった基本的な生活習慣すら身についておらず、常に猫背で暗い表情をしていたが、昭明の教育によりめざましい速さで成長していく。環境によって奪われていたものの、明るい笑顔と芯の強く心優しい性格の持ち主である。詳しい出自は不明だが昭明とは遠縁の親戚。

吉成昭明(よしなり しょうめい)
名門・六花女子学院で倫理を教える男性教師。物語開始時点で30歳。眼鏡をかけた端正な顔立ちと引き締まった180cmの長身を兼ね備え、生徒からの人気が高い。半ば押しつけられる形でスミカを家に引き取ることになり、当初は干渉を避けるつもりでいたが、あるきっかけから彼女が1人で生きていけるようになるまで面倒を見ると決意する。洗練された教養の持ち主で、読書や作詩を好み、常に身なりを整えている。キリスト教徒。

小倉繭(おぐら まゆ)
スミカのクラスメイトの女子生徒。夏休み明けにがらりと印象を変えて登校してきたスミカに声をかけ、友人になる。親の影響から少女漫画を愛読している。年相応の情動を持ち合わせなかったスミカにとって良き相談相手となる。

辺見類(へんみ るい)
同上。幼くして大学生レベルの数学を修め新聞に載ったこともある天才的な頭脳の持ち主であり、学業以外の面でも非常に頭が切れる。女性として生まれたが男装を好み、友人間での呼び名も「辺見クン」である。スミカの友人となり、学業に著しい遅れのあった彼女を手助けし、それ以外の場面でも彼女に様々な助言を与える。

六花一佐(りっか いっさ)
六花女子学院の副理事長。右の目元に泣きぼくろがある。髪はオールバック。昭明とは浅からぬ因縁がある。スミカが昭明に引き取られてからしばらくして夜中に突然押しかけ、ある難題を一方的に突きつける。